# Boeckella rubra
Boeckella rubra is een eenoogkreeftjessoort uit de familie van de Centropagidae. De wetenschappelijke naam van de soort is voor het eerst geldig gepubliceerd in 1909 door Smith G.W..